# هاروتیون کاردانیان

هاروتیون کاردانیان ( انگلیسی: Harutyun Kardanyan زادهٔ nil) کشتی‌گیر مرد اهل ارمنستان در رشته کشتی فرنگی است .